# Gran Príncep de la Rus de Kíev

Moneda de Vladímir I de Kíev (revers)

Moneda de Yaroslav el Savi (revers)

Versió moderna de les armes de la Rus de Kíev, incloses a l'actual escut d'Ucraïna

Gran Príncep va ser el títol del sobirà de la Rus de Kíev, el regne medieval eslau que existí entre els segles IX i xiii a les terres de les actuals Ucraïna, Rússia i Belarús, amb capital a la ciutat de Kíev.
D'acord amb la Primera Crònica, la més antiga coneguda de la Rus, un vareg de nom Rúrik es va assentar amb els seus homes a la regió del llac Ladoga, des d'on, posteriorment, davallà fins a la ciutat de Nóvgorod vers l'any 860. Des d'allà atacà els khàzars i els expulsà de les terres del sud, abans d'estendre la seva autoritat i traslladar-se amb els seus homes a Kíev. El seu successor, el príncep Oleg, fundà formalment la Rus de Kíev l'any 880, en unificar els territoris del nord (entorn de Nóvgorod) amb els nous dominis de Kíev un una única entitat amb capital a aquesta darrera ciutat.
En endavant, els sobirans de la Rus de Kíev van prendre el títol de Kniaz, que posteriorment passà a ser Veliki Kniaz i que es tradueixen tradicionalment, com a Príncep i Gran Príncep, respectivament. Per aquest motiu, freqüentment la Rus de Kíev es coneix també com a Principat de Kíev. Durant llargs períodes la successió del príncep es duia a terme pel sistema rota, pel qual el tron no passava de pares a fills sinó entre germans i després a nebots per ordre d'edat.

## Cronologia

### Prínceps pagans de la Rus
La dinastia dels ruríkides, descendents del cabdill vareg Rúrik, van ocupar el tron de la Rus de Kíev i, posteriorment, de Rússia durant llargs segles. Els primers sobirans, descendents del príncep Oleg, van mantenir les creences paganes dels seus antecessors, els pobles ugrofinesos del nord-est d'Europa.
- Oleg (Príncep regent, 882-912)
- Ígor (912-945)
- Olga (Regent, 945-962)
- Sviatoslav I (962-972)
- Iaropolk I (972-980)

### Prínceps cristians de la Rus
El cristianisme, segons la litúrgia Església Ortodoxa, va ser adoptat de forma oficial l'any 988 pel príncep Vladímir I el Gran. Des d'aquell moment, la gran majoria dels governants van professar aquesta religió, amb poques excepcions.
- Vladímir I (980-1015)
- Sviatopolk I (1015-1019)
- Iaroslau I el Savi (1019-1054)
- Iziaslav I (1054-1073) (primer regnat)
- Sviatoslav II (1073-1076)
- Iziaslav I (1076-1078) (segon regnat)
- Vsèvolod I (1078-1093)
- Sviatopolk II (1093-1113)
- Vladímir II Monòmac (1113-1125)
- Mstislav I el Gran (1125-1132)

### Prínceps de Kíev de la desintegrada Rus de Kíev
La decadència de la Rus de Kíev va començar cap a finals del segle xi, arran del Concili de Liubech de 1097. Des d'aquell moment, el territori de l'actual Ucraïna va quedar dividit en diferents principats, que van mantenir en comú, però, l'autoritat del Gran Príncep de Kíev. D'aquesta forma es va introduir de forma clara el feudalisme a la Rus de Kíev.
- Iaropolk II (1132-1139)
- Vsèvolod II (1139-1146)
- Ígor II (1146)
- Iziaslav II de Kíev (1146-1149) (primer regnat)
- Iuri I Dolgoruki de Kíev (1149-1150)
- Iziaslav II de Kíev (2a vegada) (1150)
- Viatxeslav I de Kíev (2a vegada) (1150)
- Iuri I Dolgoruki de Kíev (2a vegada) (1150-1151)
- Viatxeslav I de Kíev (2a vegada) (1151-1154)
- Rostislav I de Kiev (1154-1155)
- Iziaslav III de Kíev (1155
- Iuri I Dolgoruki de Kíev (3a vegada) (1155-1157)
- Iziaslav III de Kíev (1157)
- Mstislav II (1157-1158)
- Rostislav I de Kíev (2a vegada) (1158-1161)
- Iziaslav III de Kíev (2a vegada) (1161)
- Rostislav I de Kíev (3a vegada) (1161-1167)
- Mstislav II de Kíev (2a vegada) (1167-1169)
- Gleb I de Kíev (1169)
- Andrei I de Kíev (1169-1170)
- Gleb I de Kíev (2a vegada) (1170-1171)
- Vladímir III de Kíev (1171)
- Miquel I de Kíev (1171)
- Roman I de Kíev (1171-1172
- Rúrik II de Kíev (1172
- Roman I de Kíev (2a vegada) (1172-1173)
- Vsèvolod III de Kíev (1173)
- Rúrik II de Kíev (2a vegada)(1173–1211, amb intervals)
- Sviatoslav III de Kíev (1173-1174), 1176–1180, 1181–1194)
- Iaroslau II de Kíev, (1174-1175, 1180)
- Roman I de Kíev (3a vegada) (1175-1177)
- Sviatoslav III de Kíev (2a vegada)
- Rúrik II de Kíev (3a vegada) (1180-1181)
- Sviatoslav III de Kíev (3a vegada) (1181-1194)
- Rúrik II de Kíev (4a vegada) (1194-1202
- Ingvar I de Kíev (1202)
- Rúrik II de Kíev (5a vegada) (1202-1204)
- Rostislav II de Kíev (1204-1206)
- Rúrik II de Kíev (6a vegada) (1206)
- Vsèvolod IV de Kíev (1206-1207
- Rúrik II de Kíev (7a vegada) (1207-1211)
- Vsèvolod IV de Kíev (2a vegada) (1211-1212)
- Ingvar I de Kíev (2a vegada) (1214)
- Mstislav III de Kíev (1214-1223)
- Vladímir III de Kíev (1223-1235)
- Iziaslav IV de Kíev (1235-1236)
- Iaroslau III de Kíev (1236-1238)
- Miquel II de Kíev (1238-1239)
- Rostislav III de Kíev (1239)
- Danïil I de Kíev (1239-1240)